# Mazowsze (film)
Mazowsze – polski film z 1951 w reżyserii Tadeusza Makarczyńskiego. Pierwszy kolorowy film dokumentalny.